# Goretti Kyomuhendo
Goretti Kyomuhendo (nacida el 1 de agosto de 1965) es una novelista y activista literaria de Uganda. Kyomuhendo, participante en el Festival Internacional de Literatura inaugural de Berlín en 2001, ha sido reconocida internacionalmente por sus novelas como Waiting: A Novel of Uganda's Hidden War. Fue la primera Coordinadora de Programas de FEMRITE—Asociación de Mujeres Escritoras de Uganda, de 1997 a 2007. Fundó African Writers Trust en 2009, después de mudarse a Londres, Gran Bretaña, en 2008.

## Educación
Maria Goretti Kyomuhendo nació y creció en Hoima, Uganda occidental. Obtuvo una Licenciatura en Artes (Hons) en Estudios Ingleses (2003), de la Universidad de Natal, Durban, Sudáfrica, y una Maestría en Artes en Escritura Creativa (2005), de la Universidad de KwaZulu-Natal en Durban. En 2003, Kyomuhendo recibió una beca de posgrado por excelencia académica de la Universidad de KwaZulu-Natal. Fue la primera mujer escritora ugandesa en ser declarada Miembro Honorario de Escritura en la Universidad de Iowa en 1997, después de participar en el Programa Internacional de Escritura de Iowa.

## Escritura y recepción crítica
La primera novela de Kyomuhendo, The First Daughter (publicada en 1996), fue bien recibida en Uganda, y también ganó algo de atención regional en África Oriental. Su segunda novela, Secrets No More (1999), ganó el premio National Book Trust of Uganda de 1999.
La tercera novela de Kyomuhendo, Waiting: A Novel of Uganda's Hidden War (2007), (La Espera, publicada por primera vez en castellano por Selva Canela en 2022), ha obtenido el mayor reconocimiento internacional hasta la fecha. Publishers Weekly describió Waiting como "una observación sensible, que se va desentrañando lentamente, de la vida cotidiana en una aldea remota de Uganda mientras los soldados merodeadores de Amin se acercan en su retirada hacia el norte". Un crítico de Book Loons elogió Waiting como "una historia compleja e inquietante contada con casi un toque de dulzura, a través de los ojos de una niña forzada a crecer antes de tiempo". Kirkus Reviews, the New Statesman, Pambazuka News, y Mail & Guardian Online (Sudáfrica), entre otros, también proporcionaron críticas favorables.
Además de las reseñas publicadas de Waiting, el Poetry Café en Covent Garden, Londres, presentó a Kyomuhendo leyendo una selección de Waiting for African Writers' Evening en marzo de 2009.
La primera novela gráfica de Kyomuhendo, Sara and the Boy Soldier (2001), escrita para UNICEF-ESARO sobre los niños soldados en África, recibió una crítica mediocre de GoodReads. Kyomuhendo ha escrito una serie de libros e historias para niños, pero aún no se han revisado ampliamente.
Es colaboradora de la antología New Daughters of Africa de 2019, editada por Margaret Busby.

## FEMRITE –  Asociación de Escritoras de de Uganda
Como miembro fundadora y primera coordinadora de programas de FEMRITE de 1997 a 2007, Kyomuhendo ha sido citada por algunos miembros más jóvenes de FEMRITE como fundamental en su desarrollo y éxito. Ayeta Anne Wangusa, en una entrevista con Peter Nazareth de la Universidad de Iowa, recuerda cariñosamente a Kyomuhendo como "una dama dura" que no aceptaba un no por respuesta hasta que publicó la primera novela de Wangusa, Memorias de una madre (1998). Mildred Barya, quien se unió a FEMRITE en 1997 y luego ganó el premio Ugandan National Book Trust Award en 2002 por su colección de poesía Men Love Chocolates But They Don't Say (2002), ha afirmado: "de ella (Kyomuhendo), yo no sólo adquirí conocimientos en dinámica editorial, sino que mi escritura mejoró, mi poesía se elevó a los cielos, me liberé, así que volé.”
A Kyomuhendo se unió otra autora ugandesa ya establecida, Violet Barungi, quien se desempeñó como editora de FEMRITE de 1997 a 2007. Durante el período de servicio de  Kyomuhendo/Barungi de 1997 a 2007, los miembros de FEMRITE Doreen Baingana y Monica Arac de Nyeko serían nominadas para el Premio Caine, y Monica Arac de Nyeko finalmente ganaría el premio en 2007. Además, otros miembros de FEMRITE durante este tiempo fueron preseleccionados o ganaron varios otros prestigiosos premios literarios.
Con respecto a FEMRITE en general, durante el período en que Kyomuhendo fue Coordinadora de Programas, Monica Arac de Nyeko en su entrevista de 2007 con la BBC declaró: "FEMRITE definitivamente ha tenido un impacto positivo en la escena literaria de Uganda, particularmente en la creación de un espacio para que las voces de las mujeres sean escuchadas. Todavía a mediados de los noventa, había una clara ausencia de escritura femenina. FEMRITE entró, irrumpió en la escena de la escritura y ahora es una adición notable a nuestro panorama literario". 
Basado tanto en el servicio FEMRITE de Kyomuhendo como en trabajos publicados a partir de 2009, UTNE Reader, con sede en EE. UU., nominó a Kyomuhendo como uno de los "50 visionarios que están cambiando su mundo", al tiempo que describió FEMRITE como una "asociación dinámica para escritoras indígenas".

## African Writers Trust
En 2009, Kyomuhendo fundó African Writers Trust (AWT) en un esfuerzo por "coordinar y reunir a escritores africanos en la diáspora y escritores del continente para promover el intercambio de habilidades y otros recursos, y fomentar el conocimiento y el aprendizaje entre los dos grupos".  Desde entonces, Kyomuhendo se ha desempeñado como directora, junto con los siguientes escritores africanos como miembros del consejo asesor: Zakes Mda, Susan Nalugwa Kiguli, Aminatta Forna, Mildred Barya, Helon Habila y Ayeta Anne Wangusa. Aunque la Junta Asesora incluye miembros de varias naciones y regiones de África, African Writers Trust a partir de 2011 opera principalmente en Uganda y tiene su sede en Londres.
Las actividades de African Writers Trust bajo Kyomuhendo, han incluido talleres de escritura y conferencias, que recibieron una atención favorable de los periodistas africanos.

### Novelas
- The First Daughter. Fountain Pub Ltd. 1996. ISBN 978-9970021192.
- Secrets No More. FEMRITE Publications Ltd. 1999. ISBN 978-9970901050.
- Sara and the Boy Soldier. Maskew Miller Longman, South Africa. 2001. ISBN 978-0636048157.
- Whispers from Vera. Monitor Publications Limited. 2002.
- Waiting: A Novel of Uganda's Hidden War. New York: The Feminist Press. 2007. ISBN 978-1558615397. "La Espera. Buenos Aires: Selva Canela. 2022."

### Libros infantiles
- Justus Saves His Uncle. Macmillan Publishers, UK. 2008. ISBN 978-0-230-53319-6.
- A Chance to Survive. Macmillan Publishers, UK. 2008. ISBN 978-0-230-53312-7.

## No-ficción
- The Essential Handbook for African Creative Writers, African Writers Press, 2013, ISBN 9789970280025.

- Datos: Q5586186
- Multimedia: Goretti Kyomuhendo / Q5586186